# Maria Àngels Anglada
Maria Àngels Anglada i d'Abadal (Vic, provincia de Barcelona, 1930-Figueras, provincia de Gerona, 1999) fue una escritora catalana.
Licenciada en Filología Clásica, cultivó la crítica literaria, con mucha atención a los poetas catalanes e italianos y a los mitos griegos. De su obra crítica debe destacarse Salvador Espriu en sus mejores escritos (1974) y Viatge a Itaca'ese XVIII (Memorias de un campesino del siglo XVIII), publicado en 1978). En su faceta de narradora ganó el Premio Josep Pla 1978 con Les closes y publicó la colección de relatos No em dic Laura (No me llamo Laura, 1981).Con Sandàlies d’escuma (Sandalias de espuma) obtuvo en 1985 el Premio Lletra d'Or (Letra de Oro) y el Premio Nacional de la Crítica. Su trayectoria como narradora continuó con las novelas Artemísia (1989), L’agent del rei (El agente del rey, 1991), El violí d’Auschwitz (El violín de Auschwitz, 1994) y con la colección La daurada parmèlia i altres contes (1991).
Como poeta publicó Díptic (Díptico, 1972), con Núria Albó, y Kiparíssia (1980). Compiló toda su poesía en Columnes d’hores (Columnas de horas, 1965-1990). Parte de su obra fue musicada por Josep Tero en el espectáculo Et deixaré la veu (Te dejaré la voz, 2002), recogido en el disco del mismo nombre.
En 1994 la Generalidad de Cataluña le concedió la Cruz de San Jorge, y en 1996 fue nombrada hija adoptiva de Figueras.

## Obra

### Poesía
- Díptic (1972)
- Kiparíssia (1981)
- Columna d'hores (1990)
- Arietta

### Prosa
- Les Closes (1979)
- No em dic Laura (1981)
- Viola d'amore (1983)
- Sandàlies d'escuma (1985)
- El bosc  (1969)
- El Senyor magic (1973)
- Artemísia (1989)
- Els cavernicoles (1990)
- La daurada parmèlia (1991)
- L'argent del rei (1993)
- El violí d'Auschwitz (1994)
- Quadern d'Aram (1997)

### Ensayo
- Memòries d'un pagès del segle XVIII (1978)
- Paisatge amb poetes (1988)
- Paradís amb poetes (1993)
- Relats de mitologia I. Els déus (1996)
- Relats de mitologia II. Els herois (1996)
- Retalls de la vida a Grècia i Roma (1997)